# Благодійність
Благоді́йність або доброчинність, також харитативність[джерело?] — безкорисливе надання допомоги потребуючим, які не є пов'язаними з благодійником.
Приклади благодійності часто перетинаються з прикладами філантропії, хоча не всяка благодійність є філантропією, як і навпаки, не всяка філантропія є благодійністю.
Благодійність заснована як на волонтерській, так і професійній діяльності благодійників, благодійних організацій та благодійних фондів яка орієнтована на допомогу та покращення суспільства, окремих його верств чи осіб.
Термін є узагальнювальним для характеристики результатів діяльності благодійних, волонтерських чи громадських організацій або спільнот

## Термінологія з благодійності в українському законодавстві
Закон України «Про благодійну діяльність та благодійні організації» містить визначення термінів:
- бенефіціар — набувач благодійної допомоги (фізична особа, неприбуткова організація або територіальна громада), що одержує допомогу від одного чи кількох благодійників для досягнення цілей, визначених цим Законом;
- благодійна діяльність — добровільна особиста та/або майнова допомога для досягнення визначених цим Законом цілей, що не передбачає одержання благодійником прибутку, а також сплати будь-якої винагороди або компенсації благодійнику від імені або за дорученням бенефіціара;
- благодійна організація — юридична особа приватного права, установчі документи якої визначають благодійну діяльність в одній чи кількох сферах, визначених цим Законом, як основну мету її діяльності;
- благодійна програма — комплекс благодійних заходів у сферах, визначених цим Законом;
- набувачі благодійної допомоги — фізичні та юридичні особи, які потребують і отримують благодійну допомогу;
- благодійник — дієздатна фізична особа або юридична особа приватного права (зокрема благодійна організація), яка добровільно здійснює один чи декілька видів благодійної діяльності;
- меценатська діяльність — благодійна діяльність у сферах освіти, культури та мистецтва, охорони культурної спадщини, науки та наукових досліджень, яка здійснюється у порядку, визначеному цим Законом та іншими законами України.

## Благодійництво і благодійна діяльність
Благодійна діяльність у ширшому значенні це дія по наданню безпосередньо чи обслуговуванню благодійної допомоги благодійника, як соціально значуща функція, реалізована через впорядкований та визначений законодавством вид діяльності — тому не є синонімом благодійництва і схожа лише за призначенням.
Благодійна діяльність часто реалізується через організації такого спрямування (фонди, спілки, школи, лікарні, інтернати, заклади тощо), що є посередником між благодійниками та безпосередніми набувачами такої благодійності.
Наприклад, комп'ютер, наданий школі чи ЗВО, є благодійністю для фахівців та учнів чи студентів доступ та користування котрим надається організовано саме довірена особа чи організація набувач пожертвуваного ресурсу, тобто — благодійна діяльність є надання та обслуговування самого акту і ресурсу благодійності для набувача цієї благодійності (пожертви). Навіть разові благодійні акції від підприємств та юридичних осіб законодавчо врегульовані як пожертва, що надає пільги благодійнику та безкоштовне отримання допомоги набувачем пожертви з позабалансовим обліком ресурсів (майна)- відповідальне зберігання (для засобів та обладнання тривалого використання), бо саме не повинно вливати на планове нормоване бюджетне чи з інших джерел фінансування та інше забезпечення. Пожертва не являє собою дарунок, бо не є передачею прав володіння, залишаючи за благодійником право контролю належного користування ресурсом саме через належне виконання благодійної діяльності організаціями (юридичний чи колективний набувач)яким надано управління ресурсом для кінцевого, конкретного набувача. Саме тому у благодійника є право повернення пожертви при неналежному використанні ресурсу (матеріальних цінностей) набувачем пожертви.
Благоді́йництво — добровільна безкорислива пожертва фізичних та юридичних осіб у поданні набувачам матеріальної, фінансової, організаційної та іншої благодійної допомоги. Специфічними формами благодійництва є меценатство і спонсорство. Це діяльність, завдяки якій громадські та приватні ресурси та майно добровільно спрямовуються їхніми власниками для допомоги окремим соціально незахищеним групам людей, розв'язання суспільних проблем, а також поліпшення умов громадського життя. Така підтримка надається не тільки біднякам, які живуть у злиднях, а й тим людям (громадським активістам, фахівцям, представникам творчих професій, учням і студентам) та некомерційним і неполітичним організаціям, котрі відчувають нестачу в коштах для вирішення індивідуальних, професійних, культурних, суспільних завдань та життя суспільства.
Види допомоги:
- Благодійна пожертва — безоплатна передача благодійником коштів, іншого майна, майнових прав у власність бенефіціарів для досягнення певних, наперед обумовлених цілей благодійної діяльності;
- Благодійний грант — цільова допомога у формі валютних цінностей, яка має бути використана бенефіціаром протягом строку, визначеного благодійником[4].

З набранням чинності Законом України «Про благодійну діяльність та благодійні організації» був скасований територіальний статус благодійних організацій, на сьогодні організації самостійно обирають територію своєї діяльності.

## Сфери та напрями благодійності
Українське законодавство визначає такі сфери благодійної діяльності:
1. освіта;
2. охорона здоров'я;
3. екологія, охорона довкілля та захист тварин;
4. запобігання природним і техногенним катастрофам та ліквідація їх наслідків, допомога постраждалим внаслідок катастроф, збройних конфліктів і нещасних випадків, а також біженцям та особам, які перебувають у складних життєвих обставинах;
5. опіка і піклування, законне представництво та правова допомога;
6. соціальний захист, соціальне забезпечення, соціальні послуги та подолання бідності;
7. культура та мистецтво, охорона культурної спадщини;
8. наука і наукові дослідження;
9. спорт і фізична культура;
10. права людини та громадянина та основоположні свободи;
11. розвиток територіальних громад;
12. розвиток міжнародної співпраці України;
13. стимулювання економічного росту і розвитку економіки України та її окремих регіонів та підвищення конкурентоспроможності України;
14. сприяння здійсненню державних, регіональних, місцевих та міжнародних програм, спрямованих на поліпшення соціально-економічного становища в Україні;
15. сприяння обороноздатності та мобілізаційній готовності країни, захисту населення у надзвичайних ситуаціях мирного і воєнного стану.

Благодійництво та благодійна діяльність здійснюються у таких основних напрямах:[джерело?]
- сприяння практичному здійсненню загальнодержавних, регіональних, місцевих та міжнародних програм, що спрямовані на поліпшення соціально-економічного становища;
- поліпшення матеріального становища набувачів благодійної допомоги, сприяння соціальній реабілітації малозабезпечених, безробітних, інвалідів, інших осіб, які потребують піклування, а також подання допомоги особам, які через свої фізичні або інші вади обмежені в реалізації своїх прав і законних інтересів; подання допомоги громадянам, які постраждали внаслідок стихійного лиха, екологічних, техногенних та інших катастроф, у результаті соціальних конфліктів, нещасних випадків, а також жертвам репресій, біженцям;
- сприяння розвитку науки й освіти, реалізації науково-освітніх програм, подання допомоги вчителям, вченим, студентам, учням; сприяння розвитку культури, зокрема реалізації програм національно-культурного розвитку, доступові всіх верств населення, особливо малозабезпечених, до культурних цінностей та художньої творчості;
- подання допомоги талановитій творчій молоді;
- сприяння охороні та збереженню культурної спадщини, історико-культурного середовища, пам'яток історії та культури, місць поховання;
- подання допомоги у розвитку видавничої справи, засобів масової інформації, інформаційної інфраструктури;
- сприяння розвитку природно-заповідного фонду та природоохоронної справи;
- сприяння розвитку охорони здоров'я, масової фізичної культури, спорту і туризму, пропагування здорового способу життя, участь у поданні медичної допомоги населенню та здійснення соціального догляду за хворими, інвалідами, одинокими, людьми похилого віку та іншими особами, які через свої фізичні, матеріальні чи інші особливості потребують соціальної підтримки та піклування;
- сприяння захисту материнства та дитинства, подання допомоги багатодітним та малозабезпеченим сім'ям.

Конкретні напрями благодійництва та благодійної діяльності визначаються благодійниками та статутами (положеннями) благодійних організацій.

## Види благодійництва
Українське законодавство визначає такі види благодійної діяльності:
1. безоплатна передача у власність бенефіціарів коштів, іншого майна, а також безоплатне відступлення бенефіціарам майнових прав;
2. безоплатна передача бенефіціарам права користування та інших речових прав на майно і майнові права;
3. безоплатна передача бенефіціарам доходів від майна і майнових прав;
4. безоплатне надання послуг та виконання робіт на користь бенефіціарів;
5. благодійна спільна діяльність та виконання інших контрактів (договорів) про благодійну діяльність;
6. публічний збір благодійних пожертв;
7. управління благодійними ендавментами;
8. виконання заповітів, заповідальних відказів і спадкових договорів для благодійної діяльності;
9. проведення благодійних аукціонів, негрошових лотерей, конкурсів та інших благодійних заходів, не заборонених законом.

## Цифрова благодійність
З 2010 у світі та Україні почали масово з'являтись інформаційні системи для збору пожертв за допомогою сучасних технології, так звана Цифрова благодійність. Наприклад, це благодійні внески шляхом посилання sms-повідомлень на спеціальний номер або інтегрована з платіжною системою можливість пожертви за допомогою платіжних карток. Деякі платформи працюють за принципом краудфандингу, наприклад, це Українська біржа благодійності, Біржа благодійності Добродій або People Project, що дозволяють волонтерам створювати проєкти (наприклад, збір коштів на ліки) та збирати кошти на цільові потреби, надавати усі документи та звіти онлайн. Згідно з дослідженням «Благодійність очима українців», що проводилось Українським центром вивчення громадської думки «Соціоінформ» впродовж червня-серпня 2019 року, за допомогою банківської картки пожертви здійснювало 21% респондентів, за допомогою sms — 4%, через інтернет — 3%, шляхом сплати послуг у платіжному терміналі — 3%.